# João da Cruz
João da Cruz, O.C.D. (em castelhano:  Juan de la Cruz; Fontiveros, 1542 — Úbeda, 14 de dezembro de 1591) foi um místico, sacerdote e frade carmelita espanhol venerado como santo pelos católicos. Nascido em Fontiveros, em Castela a Velha, foi um dos mais importantes expoentes da Contrarreforma.
Grande reformador da Ordem Carmelita, é considerado, juntamente com Santa Teresa de Ávila, o fundador dos Carmelitas Descalços. João também é conhecido por suas obras literárias e tanto sua poesia quanto suas investigações sobre o crescimento da alma são consideradas o ápice da literatura mística e se destacam entre as grandes obras da literatura espanhola.
João da Cruz foi canonizado em 1726 por Bento XIII e é um dos Doutores da Igreja Católica Apostólica Romana.

## Biografia

### Primeiros anos
João da Cruz nasceu Juan de Yepes y Álvarez numa família de conversos (descendentes de muçulmanos ou judeus convertidos ao cristianismo) em Fontiveros, perto de Ávila, uma cidade de aproximadamente 2 000 habitantes na época. Seu pai, Gonzalo, trabalhava como contador para parentes mais ricos que trabalhavam no comércio da seda. Porém, em 1529, depois de se casar com Catalina, uma órfã de classe inferior, Gonzalo foi rejeitado pela família e acabou sendo forçado a trabalhar com a esposa como tecelão. Ele morreu em 1545, quando João tinha por volta de sete anos. Dois anos depois, o irmão mais velho de João, Luís, morreu, provavelmente por má nutrição resultado da penúria em que vivia a família depois da morte do principal provedor. Depois disso, Catalina mudou-se com João e Francisco, seu outro filho ainda vivo, para Arévalo em 1548 e, três anos depois, para Medina del Campo, onde finalmente conseguiu um emprego como tecelã.
Em Medina, João entrou numa escola para cerca de 160 crianças pobres — geralmente órfãos — e recebeu uma educação básica, principalmente a doutrina cristã, além de alguma comida, roupas e um lugar para viver. Lá, foi escolhido para servir como acólito num mosteiro vizinho de freiras agostinianas. Nos anos seguintes, João trabalhou no hospital e estudou humanidades na escola jesuíta entre 1559 e 1563; a Companhia de Jesus era uma organização recém-criada na época, fundada apenas alguns anos antes por Santo Inácio de Loyola. Em 1563, João entrou para a Ordem Carmelita e adotou o nome de "João de São Matias".
No ano seguinte (1564), professou seus votos como carmelita e viajou para Salamanca, onde estudou teologia e filosofia na prestigiosa universidade da cidade (na época, uma das quatro grandes da Europa, juntamente com Paris, Oxford e Bolonha) e no Colegio de San Andrés. A estadia teria poderosa influência sobre suas obras posteriores, pois lecionava ali Frei Luis de León (estudos bíblicos: exegese, hebraico e aramaico), um dos mais destacados estudiosos em seu campo e o autor de uma controversa tradução do Cântico dos Cânticos para o espanhol (na época, traduções da Bíblia para outras línguas eram proibidas na Espanha).

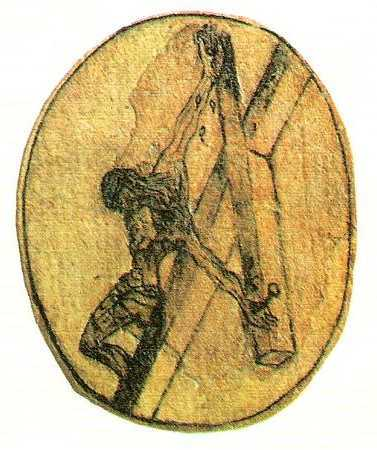
Desenho de Cristo crucificado visto "de cima" de João da Cruz que inspirou Salvador Dalí a pintar seu "Cristo de São João da Cruz" (que pode ser visto aqui).

### Reforma de Teresa de Ávila
João foi ordenado sacerdote em 1567 e deixou clara sua intenção de juntar-se à estrita ordem dos cartuxos, que o atraía por encorajar a contemplação solitária e silenciosa. Uma viagem de Salamanca até Medina del Campo, provavelmente em setembro do mesmo ano, mudou seus planos. Em Medina, João encontrou-se com uma carismática freira carmelita chamada Teresa de Jesus, que estava na cidade para fundar seu segundo convento. Ela contou-lhe sobre seus projetos para reformar a Ordem Carmelita, que visavam purificá-la ao reintroduzir a observância da regra original, de 1209, que havia sido relaxada pelo papa Eugênio IV em 1432.
De acordo com ela, a maior parte do dia e da noite deveria ser dedicada à recitação da liturgia das horas, aos estudos e leituras devocionais, à celebração da missa e a períodos de contemplação solitária. Para os frades, haveria ainda um tempo dispendido na evangelização da população vizinha ao mosteiro. A abstinência completa de carne e longos períodos de jejum deveriam ser observados a partir da Festa da Exaltação da Cruz (14 de setembro) até à Páscoa. Haveria ainda longos períodos de silêncio, especialmente entre as completas e a prima. As roupas deveriam ser mais rústicas e mais simples do que as que passaram a ser utilizadas depois de 1432. Além disso, todos deveriam obedecer à injunção contra o uso de calçados (que também havia sido relaxada em 1432) e foi desta última observância que os seguidores de Teresa entre os carmelitas passaram a ser chamados de "descalços", distinguindo-os dos frades e freiras não reformados.
Teresa pediu a João que desistisse dos cartuxos para segui-la. Depois de um ano final estudando em Salamanca, em agosto de 1568 João viajou com Teresa de Medina para Valladolid, onde ela planejava fundar outro convento. Depois de passar algum tempo com Teresa ali, aprendendo mais sobre esta nova forma de vida carmelita, em outubro do mesmo ano, acompanhado pelo frade Antonio de Jesús de Heredia, João partiu para fundar um novo mosteiro para frades, o primeiro a seguir os princípios de Teresa. Eles receberam permissão para utilizar uma casa em ruínas em Duruelo (no meio do caminho entre Ávila e Salamanca), que havia sido doado a Teresa. Em 28 de novembro de 1568, o mosteiro foi finalmente inaugurado e, no mesmo dia, João mudou seu nome para "João da Cruz".
Logo depois, em junho de 1570, os frades se mudaram de sua sede em Duruelo, que estava pequena, para a cidade vizinha de Mancera de Abajo. Depois, João mudou-se novamente para fundar uma nova comunidade em Pastrana (outubro) e outra em Alcalá de Henares, que tornar-se-ia uma casa de estudos dedicada ao treinamento de seus frades. Em 1572, João foi para Ávila a convite de Teresa, que era na época prioresa do Mosteiro da Visitação na cidade, em 1571, e tornou-se o diretor espiritual e confessor dela, das 130 freiras que viviam no mosteiro e da população da cidade. Em 1574, João acompanhou Teresa quando numa viagem para fundar um novo mosteiro em Segóvia, retornando a Ávila em seguida. É provável que ele tenha permanecido ali até 1577.
Em algum momento entre 1574 e 1577, enquanto rezava numa cabana com vista para o santuário, João teve uma visão de Cristo crucificado que o levou a criar seu famoso desenho visto "de cima" (ou "do alto"). Em 1641, este desenho foi emoldurado em Ávila e, em 1951, inspirou o artista Salvador Dalí a pintar "Cristo de São João da Cruz".

### Auge das tensões com a Ordem Carmelita
O período entre 1575 e 1577 assistiu ao aumento das tensões entre descalços e carmelitas espanhóis por causa das reformas de Teresa e João. Desde 1566, elas vinham sendo supervisionadas por visitantes canônicos da Ordem dos Pregadores (dominicanos), um em Castela e outro na Andaluzia, com amplos poderes: podiam mudar os membros de uma casa para outra e até mesmo de uma província para outra, podiam ajudar superiores religiosos em suas funções e nomear outros, entre carmelitas ou dominicanos. Em Castela, o visitante era Pedro Fernández, que prudentemente balanceou os interesses de descalços e não reformados.
Na Andaluzia, mais para o sul, porém, onde o visitante era Francisco Vargas, as tensões aumentaram por causa de sua visível preferência pelos frades descalços. Francisco pediu-lhes que fundassem mosteiros e conventos em várias cidades, contradizendo explicitamente as ordens do prior-geral carmelita, que era contra a expansão dos descalços na região. Como resultado, o capítulo geral carmelita se reuniu em Placência, na Itália, em maio de 1576 para tratar destes eventos na Espanha, que ameaçavam sair do controle. A decisão foi suprimir totalmente as casas descalças. Kavanaugh (1991) afirma que o objeto seria apenas as casas da Andaluzia. E. Allison Peers, Complete Works, Vol. I, p. xxvii (1943) afirma que seriam todos os mosteiros descalços com exceção de dois.
Contudo, a medida não foi imposta de imediato. Primeiro por que o rei Filipe II apoiava algumas das reformas de Teresa e não concedeu a permissão necessária para que a ordem de fechamento fosse aplicada com rigor. Além disso, os descalços contavam também com o apoio do núncio papal no Reino da Espanha, Nicolò Ormaneto, bispo de Pádua, que podia, em última instância, visitar e reformar qualquer ordem religiosa em sua jurisdição. Depois de receber um pedido de intervenção dos descalços, Ormaneto substituiu Vargas como visitante na Andaluzia (onde o conflito começou) por Jerónimo Gracián, um sacerdote da Universidade de Alcalá, que, na realidade, era um carmelita descalço. Em janeiro de 1576, João foi preso em Medina del Campo por frades não reformados, mas acabou solto, depois da intervenção do núncio. Porém, quando Ormaneto morreu, em 18 de junho de 1577, João ficou sem seu maior aliado e seus adversários aproveitaram a oportunidade.

### Anos finais e reconhecimento
Na noite de 2 de dezembro de 1577, um grupo de carmelitas contrários às reformas invadiram a casa de João em Ávila e o prenderam. Ele havia recebido ordens de alguns superiores contrários às suas ideias a deixar Ávila e voltar para sua casa original, mas ele se recusou alegando que seu trabalho havia sido aprovado pelo núncio espanhol, uma autoridade superior, o que resultou em sua prisão. Ele foi levado para um mosteiro em Toledo, que era, na época, o mosteiro carmelita mais importante em Castela, abrigando provavelmente uns 40 frades. João foi acusado de desobedecer às ordens de Placência e, apesar de seus argumentos, acabou sendo condenado à prisão. Encarcerado no mosteiro, João foi mantido sob um regime brutal que incluía uma surra de chicote em público ao menos uma vez por semana e um isolamento completo numa cela minúscula (3m x 2m) que mal abrigava seu corpo. Com exceção das raras ocasiões nas quais recebia permissão para utilizar uma lamparina, João era obrigado a subir num banco para conseguir ler seu breviário utilizando a luz que escapava do cômodo vizinho através de um buraco na parede. Ele não podia trocar de roupas e era alimentado apenas com pão, água e restos de peixe salgado. Foi neste período que João compôs grande parte de seu famoso poema "Cântico Espiritual" (além de outros menores) em papel fornecido por um outro frade que era encarregado de vigiar sua cela. João finalmente conseguiu escapar nove meses depois, em 15 de agosto de 1578, através de uma pequena janela que existia na cela vizinha depois de conseguir soltar as dobradiças da porta de sua cela.
Depois de um período de convalescença, primeiro entre as freiras de Teresa em Toledo e, depois de seis semanas no Hospital de Santa Cruz, João retomou suas reformas. Em outubro de 1578 ele se reuniu em Almodóvar del Campo com outros defensores da reforma, cada vez mais conhecidos como "carmelitas descalços". Lá, parte como resultado da resistência de outros carmelitas, os rebeldes decidiram solicitar do papa a separação formal da nova ordem.
Nesta reunião, João foi nomeado superior de El Calvario, um mosteiro isolado de cerca de trinta frades a dezoito quilômetros de Beas, no alto das montanhas da Andaluzia. Nesta época, ele conheceu Ana de Jesús, a superiora das freiras descalças da cidade, por conta de suas visitas semanais (sempre aos sábados) à cidade. Em El Calvario, João compôs a primeira versão de seus comentários sobre o "Cântico Espiritual", provavelmente a pedido das freiras de Beas.
Em 1579, João mudou-se para Baeza, uma cidade de cerca de 50 000 habitantes, para servir como reitor de uma nova escola, o Colegio de San Basilio, que visava apoiar os estudos dos carmelitas descalços da Andaluzia. O colégio foi inaugurado em 13 de junho de 1579 e João permaneceu no cargo até 1582, dispendendo boa parte de seu tempo na função de diretor espiritual dos frades e da população local.
O ano de 1580 foi muito importante para a resolução do conflito com os carmelitas. Em 22 de junho, Gregório XIII assinou um decreto intitulado Pia Consideratione autorizando a separação. O frade dominicano Juan Velázquez de las Cuevas foi encarregado de fazer valer a decisão papal. No primeiro capítulo geral da nova ordem, realizado em Alcalá de Henares em 3 de março de 1581, João da Cruz foi eleito um dos "definitores" da comunidade e foi ele quem escreveu a primeira constituição da ordem. Na época (1581), havia 22 casas, 300 frades e 200 freiras na ordem dos Carmelitas Descalços.
Em novembro de 1581, João foi enviado por Teresa para ajudar Ana de Jesús na fundação de um convento em Granada. Chegando à cidade em janeiro do ano seguinte, ela fundou imediatamente o convento enquanto João seguiu para o mosteiro masculino de Los Martires, do lado de Alhambra, tornando-se o prior em março em 1582. Foi ali que ele soube da morte de Teresa em outubro do mesmo ano.
Em fevereiro de 1585, João viajou para Málaga e fundou ali um outro convento descalço. Em maio, no capítulo geral realizado em Lisboa, João foi eleito vigário provincial da Andaluzia, um cargo que exigia que ele viajasse com frequência, visitando anualmente as casas da ordem na região. Nesta época, ele fundou sete novas casas e viajou por — estima-se — 25 000 quilômetros.
Em junho de 1588, João foi eleito terceiro conselheiro do vigário-geral dos Carmelitas Descalços, padre Nicolas Doria. Para exercer a função, teve que se mudar para Segóvia, em Castela, onde acumulou também a função de prior do mosteiro local. Em 1590/91, depois de discordar da reforma de Doria da liderança da ordem, João foi demitido e enviado por ele, em junho, para um mosteiro isolado na Andaluzia chamado La Peñuela. Lá, caiu enfermo e teve que viajar para o mosteiro em Úbeda para se tratar. Sua condição se deteriorou e João morreu ali em 14 de dezembro de 1591, vitimado por uma erisipela.

## Veneração
Na manhã seguinte à morte de João, um grande número de moradores de Úbeda foi ao mosteiro para ver o corpo; na confusão, muitos conseguiram levar partes de seu hábito como relíquia. O corpo foi inicialmente enterrado ali, mas, a pedido do mosteiro de Segóvia, acabou sendo secretamente levado para lá em 1593. A população de Úbeda, descontente com a mudança, enviou mensageiros para pedir ao papa a devolução do corpo ao túmulo original e Clemente VIII, impressionado pelo pedido, ordenou em 15 de outubro, isso fosse feito. No fim, numa solução de compromisso, os superiores da ordem decidiram que o mosteiro em Úbeda receberia uma perna e um braço do corpo que estava em Segóvia (o outro braço de João havia sido removido quando o corpo passou por Madrid em 1593). Uma mão e a outra perna permaneceram em exibição num relicário no Oratório de San Juan de la Cruz de Úbeda, um mosteiro construído em 1627 e ligado ao principal mosteiro carmelita descalço da cidade, fundado em 1587.
A cabeça e o torso permaneceram em Segóvia, onde foram venerados até 1647, quando foram novamente enterrados por ordens de Roma, que desejava evitar a veneração de restos mortais sem aprovação oficial. Na década de 1930, os restos de João foram novamente desenterrados e estão ainda hoje abrigados num sarcófago de mármore sobre um altar especial construído, na época, numa capela lateral.
Os esforços para beatificar João começaram com a coleta das informações sobre sua vida entre 1614 e 1616 e ele foi beatificado em 1675 por Clemente X. Em 1726, ele foi canonizado pelo papa Bento XIII. Quando sua festa foi adicionada ao Calendário Geral Romano, em 1738, o dia escolhido foi 24 de novembro por que a data de sua morte estava impedida por conta da então existente da oitava da Festa da Imaculada Conceição. Este obstáculo foi removido em 1955 e, em 1969, Paulo VI mudou a data para o "dies natalis" ("nascimento no céu") do santo, 14 de dezembro. A Igreja da Inglaterra comemora João como "Professor da Fé" na mesma data. Em 1926, ele foi declarado Doutor da Igreja pelo papa Pio XI depois de uma opinião definitiva dada por Reginald Garrigou-Lagrange O.P., professor de filosofia e teologia da Pontifícia Universidade de São Tomás de Aquino em Roma e João passou a ser conhecido também como "Doctor Mysticus".

## Edições de suas obras
Suas obras foram publicadas pela primeira vez em 1618 por Diego de Salablanca. As divisões numéricas da obra, ainda utilizadas pelas edições modernas do texto, foram introduzidas por Salablanca (elas não existiam nos originais de João) para ajudar a tornar a obra mais manuseável para o leitor. Esta edição não traz o "Cântico Espiritual" e também omite ou adapta algumas passagens, provavelmente por medo de infringir alguma regra da Inquisição.
O "Cântico Espiritual" foi incluído pela primeira vez na edição de 1630, produzida pelo frade Jeronimo de San José, em Madri. Esta edição foi muito utilizada por editores posteriores e as dos séculos XVII e XVIII passaram a, gradualmente, incluir alguns poemas e cartas adicionais.

## Obras literárias

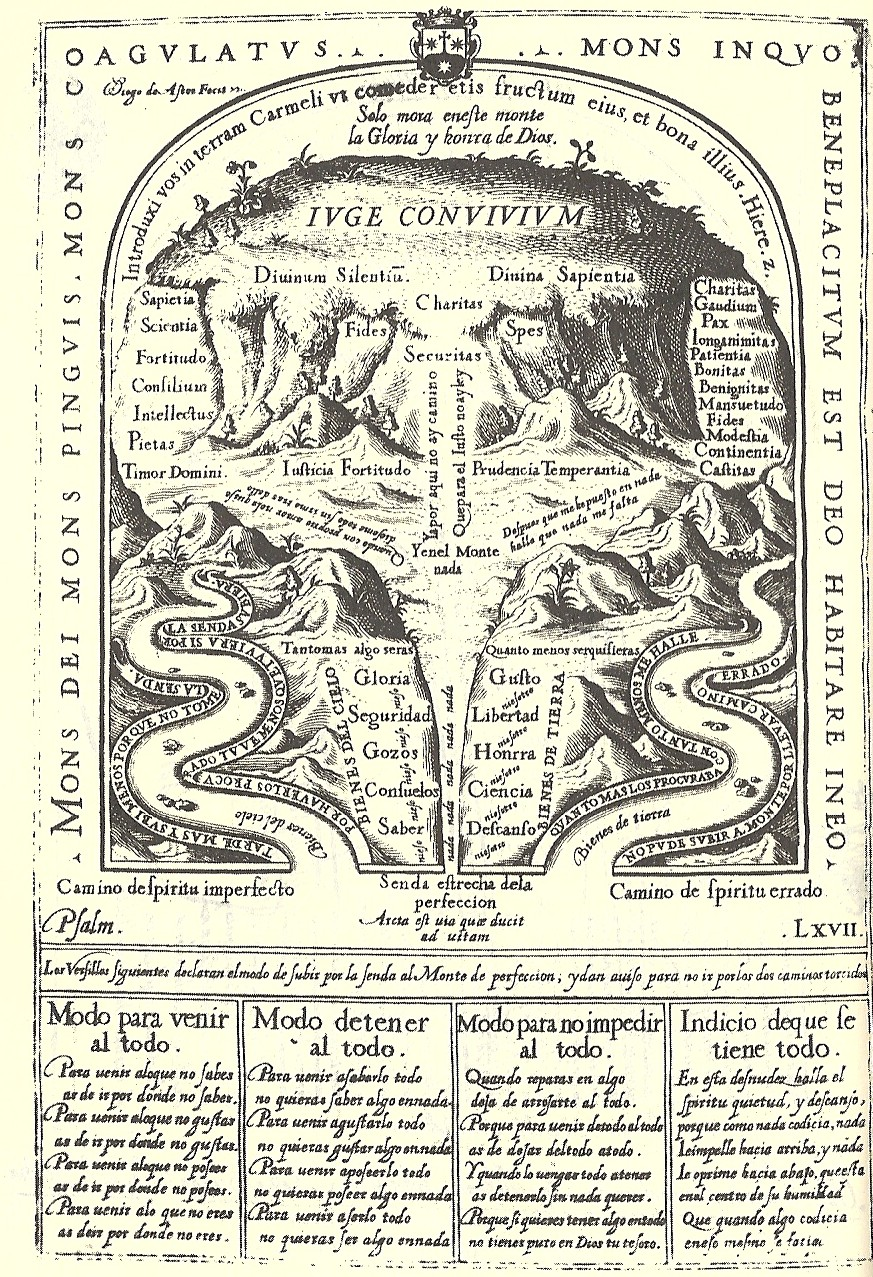
A Subida do Monte Carmelo segundo a primeira edição de 1618 de Diego de Astor.
Segundo Dicken, esta imagem não é uma representação fiel do pensamento de João e nem é fiel ao desenho original de João. Ela foi publicada pela primeira vez em 1929 e é uma cópia de 1759 da original (perdida), quase certamente desenhada pelo próprio João. É esta, porém, que acabou influenciando as representações do "Monte", como a que aparece na edição veneziana de 1748 e na genovesa de 1858 das obras de João.

João da Cruz é amplamente considerado como um dos principais poetas da língua espanhola. Apesar de seus poemas contarem com menos de 2 500 versos, dois deles — o "Cântico Espiritual" e "A Noite Escura da Alma" — são considerados obras-primas da poesia espanhola, tanto do ponto de vista estilístico formal quanto por seu rico simbolismo. Suas obras teológicas são majoritariamente comentários sobre estes poemas. Todas as suas obras forma escritas entre 1578 e sua morte em 1591, o que resultou numa grande consistência de ideias apresentadas neles.
O "Cântico Espiritual" é uma écloga na qual a noiva (representando a alma) procura um noivo (representando Jesus) e está ansiosa por tê-lo perdido; ambos se regozijam ao se reencontrar. Ela pode ser vista como versão espanhola livre do Cântico dos Cânticos numa época que traduções da Bíblia para o vernáculo eram proibidas. As primeiras 31 stanzas do poema foram compostas em 1578 durante o período que João esteve preso em Toledo e foram lidas pelas freiras em Beas, que as copiaram. Nos anos subsequentes, João acrescentou novas stanzas e atualmente existem duas versões: uma com 39 e outra com 40, com algumas delas colocadas em ordem diferente. A primeira versão do comentário sobre o poema foi escrita em 1584 a pedido da madre carmelita descalça Ana de Jesús de Granada. Uma segunda versão, mais detalhada, foi escrita em 1585-6.
A "Noite Escura" (que depois emprestou seu nome ao termo cristão) narra a jornada da alma de sua casa corpórea até sua união com Deus. Ela acontece durante a noite, que representa as agruras e dificuldades que ela encontra ao se desprender do mundo e alcançar a luz da união com o Criador. Há diversos passos nesta noite, relatados em sucessivas stanzas. A ideia principal do poema é a dolorosa experiência pela qual as pessoas passam em suas tentativas de amadurecer espiritualmente para unirem-se a Deus. O poema foi provavelmente escrito em 1578 ou 1579 e um comentário de João sobre as duas primeiras stanzas e a primeira linha da terceira, em 1584-5.
A "Ascensão do Monte Carmelo" é um estudo mais sistemático da empreitada asceta de uma alma buscando a união perfeita com Deus e dos eventos místicos que acontecem neste caminho. Embora o poema se inicie como um comentário sobre a "Noite Escura", rapidamente o formato muda e, tendo comentado sobre as duas primeiras stanzas, torna-se um tratado. Ele foi composto em algum momento entre 1581 e 1585.
Uma obra com apenas quatro stanzas', "Chama Viva do Amor", descreve uma intimidade maior conforme a alma responde ao amor divino. Ele foi escrito numa primeira versão em Granada entre 1585 e 1586, aparentemente em apenas duas semanas e numa segunda versão quase idêntica em La Peñuela em 1591.
As obras de João juntamente com seu "Dichos de Luz y Amor" e as obras de Santa Teresa de Ávila são as mais importantes obras em espanhol e influenciaram profundamente os escritores espirituais posteriores no mundo todo. Entre eles, Paulo Coelho, T. S. Eliot, Santa Teresinha do Menino Jesus, Edith Stein e Thomas Merton. João influenciou também filósofos como Jacques Maritain, teólogos como Hans Urs von Balthasar, pacifistas como Dorothy Day, Daniel Berrigan e Philip Berrigan e artistas como Salvador Dalí. A dissertação teológica de São João Paulo II versava sobre a teologia mística de São João da Cruz. A música Água Viva, de Raul Seixas e Paulo Coelho foi inspirada no poema "Cantar del alma que se goza de conocier a Dios por fe".

## Influências intelectuais
Permanece um debate em aberto as principais influências sobre o pensamento de João da Cruz. As principais estão detalhadas abaixo.

### Escrituras
Em primeiro lugar, João foi claramente influenciado pela Bíblia. Imagens bíblicas são comuns tanto em seus poemas como em suas prosas — no total, há 1 583 citações explícitas e 115 implícitas em sua obra. A influência do Cântico dos Cânticos sobre o "Cântico Espiritual" é frequentemente lembrada, tanto na estrutura do poema — um diálogo entre dois nubentes, o relato das dificuldades em se encontrarem e o "coro de fora do palco" que comenta sobre a ação — como também na ação em si e nas imagens das frutas, a adega de vinho, a pomba e as flores, que ecoam temas do Cântico dos Cânticos.
Além disso, João revela, em pontos específicos, a influência do Ofício Divino, o que demonstra como João, imbuído da linguagem e dos rituais da Igreja, faz uso, por vezes, de frases e da linguagem eclesiástica.

### Estudos iniciais
Para obter um entendimento melhor sobre as influências intelectuais a que João da Cruz foi exposto em seus primeiros anos (e para isolar os fatores que definiram sua teologia pouco usual), muitos estudiosos tentaram reconstruir o curso provável das classes que João assistiu enquanto esteve em Salamanca entre 1563 e 1567, vivendo no Colégio Carmelita de San Andrès e estudando na Universidade de Salamanca. No século XX, passou a ser amplamente aceito que João estudou em ambos, um pensamento que não existia nas biografias do século XVII, que ignoram quaisquer classes em San Andrès.
Se ele estudou de fato em San Andrès, João certamente teria sido exposto às doutrinas de Miguel de Bolonha e João Baconthorpe, sendo este último o foco principal dos carmelitas espanhóis da época. Não há, porém, sinais inequívocos da influência de nenhum deles nas obras de João. Talvez nada mais se possa dizer sobre a influência de Baconthorpe dado que ele era um "acadêmico sutil e eclético que não hesitou em discordar de Aquino em diversos temas importantes"; é possível "que conhecer suas obras possa ter ajudado João a evitar uma aderência cega às doutrinas tomistas".
Na Universidade de Salamanca, há um amplo consenso sobre as variadas influências intelectuais a que João pode ter sido exposto. Na época, havia ali cadeiras sobre Tomás de Aquino, Duns Escoto e Guillaume Durand. Assume-se geralmente que João estudou ali sobre o pensamento de Aquino, o que explica a influência dele na estrutura escolástica de suas obras.
Porém, a crença que João teria sido estudado nos dois colégios tem recebido muitas críticas. Argumenta-se, em primeiro lugar, que é incerto se existia de fato classes sobre as artes clássicas e teologia em San Andrès antes de 1571, que uma reconstrução da grade de aulas da Universidade de Salamanca demonstra que haveria pouco tempo para mais estudos no Colégio de San Andrès e que o que havia em San Andrès (se é que havia algo) era, provavelmente, ensaios, preparação de aulas, mas nada oficial — o que torna a ideia de que João teria sido sistematicamente exposto aos pensamentos de Baconthorpe menos provável. O estudioso Bazares, de forma controversa, questiona até mesmo se João teria estudado na Universidade de Salamanca. Os cursos de filosofia que João provavelmente frequentou sobre lógica, filosofia natural e filosofia moral podem ser reconstruídos, mas Bezares argumenta que João teria abandonado seus estudos em 1568 para se juntar a Teresa e não se formou, o que significaria que ele não estudou em Salamanca.
Outro argumento levantado sobre o período que ele estudou em Salamanca por estudiosos tentando explicar a origem do pensamento místico de João é que ele teria sido exposto, em detalhes, ao pensamento místico. Na primeira biografia de João, publicada em 1628, alega-se, com base em informações obtidas de companheiros de estudo de João, que ele, em 1567, frequentou um grupo de estudos especial sobre escritores místicos, principalmente Pseudo-Dionísio e São Gregório Magno. Uma grande importância foi imputada a esta evidência por escritores subsequentes. Porém, outros duvidaram sem, contudo, negarem que João de fato possa ter estudado teologia mística na época.
Resumindo, não existe consenso sobre os primeiros anos dos estudos de João e sobre o que influenciou seu pensamento. Embora uma lista de teólogos que certamente lecionaram no período em que ele esteve em Salamanca, as evidências não são suficientes para que se defina com certeza quem o influenciou.

### Pseudo-Dionísio
Raramente se discute que a estrutura geral da teologia mística de João e sua linguagem sobre a união da alma com Deus foi influenciada pela tradição pseudo-dionisiana. Porém, não é claro se João teve acesso direto às obras dele ou se esta influência se deu através de outros autores posteriores.
O principal conduíte da espiritualidade de Pseudo-Dionísio na literatura místico-asceta sobre a oração contemplativa do século XVI (como a de João da Cruz e Teresa de Ávila) parece ter sido a tradição "recogido" de Francisco de Osuna, Bernardino de Laredo e outros. O foco de Osuna no "recogimiento" ("relembrança") como forma de rezar é semelhante à discussão de João sobre a oração e pode ter sido uma influência.

### Místicos medievais
É também amplo consenso que João pode ter sido influenciado pelas obras de outros místicos medievais, embora haja muito debate sobre que doutrina exatamente teria influenciado suas obras e sobre como ele pode ter sido exposto às ideias deles.
A possibilidade de João ter sido influenciado pelos chamados "místicos da Renânia" — como Meister Eckhart, Johannes Tauler, Henrique Suso e João de Ruysbroeck — tem sido proposta por alguns autores, que acreditam que João foi influenciado mais pelo misticismo alemão que, talvez, por Gregório de Níssa, Pseudo-Dionísio, Santo Agostinho, São Bernardo, a Escola de São Vítor e "A Imitação". Liz Carmichael defende que apenas Tauler teria influenciado-o argumentando que os três sinais de João pelo qual a "noite dos sentidos" pode ser reconhecida são derivados da obra "Instituições", atribuída, na época de João, a Tauler (eram, na verdade, uma compilação de trechos de vários autores alemães da época). "Instituições" foi publicada em latim em 1548 e em castelhano em 1551. A hipótese dela é que João deve ter tido contato com a obra em Salamanca, especialmente se ele de fato estudou autores místicos enquanto esteve lá. Além dos místicos da Renânia, outros defendem que ele teria sido influenciado pelos vitorinos e Boaventura. Em épocas mais recentes, Peter Tyler defende que João adota um estilo literário — o chamado "discurso performático" — da linhagem tradicional de Pseudo-Dionísio, dos vitorinos, de Jean Gerson e de intermediários como Francisco de Osuna.

### Poesia secular espanhola
Porém, um forte argumento também pode ser defendido para a tese que João teria sido influenciado pela literatura espanhola da época. O primeiro a fazê-lo foi Dámaso Alonso, que acreditava que, além de se basear nas Escrituras, João estava transformando temas profanos não-religiosos, derivados de músicas populares ("romanceros"), em poesia religiosa. Alonso argumentou que João foi particularmente influenciado pelos poetas renascentistas espanholas Garcilaso de la Vega e Boscán. João parece ter utilizado o formato dos versos de Garcilaso em sua própria poesia, principalmente no "Cântico Espiritual", "Noite Escura" e "Chama Viva". Além das várias imagens bíblicas já citadas, os poemas de João revelam vários símbolos renascentistas de amor pastoral — proeminentes em Garcilaso e Boscán — como sereias, rouxinóis, ninfas, pombos e pastores. Além disso, no prólogo da "Chama Viva", João afirma que "a composição das linhas líricas é como as que, em Boscán, receberam um significado religioso".
Outros, ainda, tem questionado as evidências de como, precisamente, João pode ter sido influenciado pelos dois poetas espanhóis. Dámaso Alonso defendeu que João deve ter lido uma edição recém-publicada em 1575 dos poetas lançada em Ávila logo depois de ter sido preso em Toledo e que esta leitura teria sido uma influência chave que reacendeu as memórias de João em relação ao que havia lido de Garcilaso quando era um jovem estudante entre os jesuítas de Medina del Campo. Porém, Peter Thompson discorda, argumentando que não se sabe se João de fato teria conhecido Garcilaso quando jovem e que, portanto, a influência do poeta sobre a obra do santo seria exagerada.

### Influência islâmica
Uma teoria possível — e controversa — sobre as origens das imagens místicas de João é que ele teria sido influenciado por fontes islâmicas. A tese foi proposta de forma detalhada pela primeira vez por Miguel Asín Palácios e foi mais recentemente defendida pela estudiosa porto-riquenha Luce Lopez Baralt.
Peter Tyler, porém, apresenta uma série de objeções a esta tese. Primeiro, lembra ele, as metáforas apresentadas por Luce, apesar de presentes em certas fontes islâmicas em outras partes do mundo muçulmano, não foram sempre proeminentes nas fontes islâmicas da Andaluzia e do norte da África. Segundo, seja como for, João utiliza-as de forma diferente. Em terceiro lugar — e crucialmente — parece ter havido muito pouca interação cultural entre cristãos e muçulmanos na Espanha no final do século XVI, com fontes existindo em diversas línguas sem serem traduzidas de uma para outra, além do óbvio fato de que todos os muçulmanos já estavam obrigados, na época, a sair da Espanha. Tyler conclui que "há suficientes antecedentes medievais para muitas das metáforas que João emprega para sugerir que devemos procurar nas fontes cristãs e não nas muçulmanas". Como indicou José Nieto, na busca de uma ligação entre o misticismo cristão espanhol e o misticismo islâmico, faria mais sentido uma referência à tradição neoplatônica e experiências místicas comuns do que uma influência direta entre elas.

### Obras de João da Cruz
- João da Cruz, Dark Night of the Soul, London, 2012. limovia.net ISBN 978-1-78336-005-5
- João da Cruz, Ascent of Mount Carmel, London, 2012. limovia.net ISBN 978-1-78336-009-3
- João da Cruz, Spiritual Canticle of the Soul and the Bridegroom Christ, London, 2012. limovia.net ISBN 978-1-78336-014-7
- The Dark Night: A Masterpiece in the Literature of Mysticism (Translated and Edited by E. Allison Peers), Doubleday, 1959. ISBN 978-0-385-02930-8
- The Poems of Saint John of the Cross (English Versions and Introduction by Willis Barnstone), Indiana University Press, 1968, revised 2nd ed. New Directions, 1972. ISBN 0-8112-0449-9
- The Dark Night, Saint John of The Cross (Translated by Mirabai Starr), Riverhead Books, New York, 2002, ISBN 1-57322-974-1
- Poems of St John of The Cross (Translated and Introduction by Kathleen Jones), Burns and Oates, Tunbridge Wells, Kent, UK, 1993, ISBN 0-86012-210-7
- The Collected Works of St John of the Cross (Eds. K. Kavanaugh and O. Rodriguez), Institute of Carmelite Studies, Washington DC, revised edition, 1991

### Outras obras
- Howells, E. "Spanish Mysticism and Religious Renewal: Ignatius of Loyola, Teresa of Avila, and John of the Cross (16th Century, Spain)", in Julia A. Lamm, ed., Blackwell Companion to Christian Mysticism, (Oxford: Wiley-Blackwell, 2012)
- Kavanaugh, K. John of the Cross: doctor of light and love (2000)
- Matthew, Iain. The Impact of God, Soundings from St John of the Cross (Hodder & Stoughton, 1995)
- Nau, Sr. Pascale-Dominique. When God Speaks: Lectio Divina in Saint John of the Cross and the Ladder of Monks (Rome: Lulu.com, 2011)
- Payne, Stephen.  John of the Cross and the Cognitive Value of Mysticism (1990)
- Stein, Edith, The Science of the Cross (translated by Sister Josephine Koeppel, O.C.D. The Collected Works of Edith Stein, Vol. 6, ICS Publications, 2011)
- Williams, Rowan. The wound of knowledge: Christian spirituality from the New Testament to St. John of the Cross (1990)
- Wojtyła, K.. Faith According to St. John of the Cross (1981)